# Rijksbeschermd gezicht Gorinchem
Gezicht Gorinchem is een van rijkswege beschermd stadsgezicht in Gorinchem in de Nederlandse provincie Zuid-Holland. De procedure voor aanwijzing werd gestart op 23 maart 1985. Het gebied werd op 28 juli 1988 definitief aangewezen. Het beschermd gezicht beslaat een oppervlakte van 242,4 hectare.
Panden die binnen een beschermd gezicht vallen krijgen niet automatisch de status van beschermd monument. Wel zal de gemeente het bestemmingsplan aanpassen om nieuwe ontwikkelingen in het gebied te reguleren. De gezichtsbescherming richt zich op de stedenbouwkundige en cultuurhistorische waardering van een gebied en wil het toekomstig functioneren daarvan veiligstellen.